# Selecta (chanson)
Pour les articles homonymes, voir Selecta.
Singles par Afrojack
Give Me Everything
(2011) No Beef
(2011)
Singles par Quintino
Epic
(2011) The One And Only
(2012)
Selecta est une chanson du DJ hollandais Afrojack en collaboration avec Quintino sous les labels Wall Recording et Spinnin’ Records. La chanson sort le 6 juillet 2011 aux Pays-Bas sous format numérique.

## Liste des pistes
| 1. | Selecta (Turn Up the Beach Theme) | 2:43 |
| 2. | Selecta (Original Mix)            | 5:47 |

## Classement par pays
| Classement (2011)             | Meilleure position |
| ----------------------------- | ------------------ |
| Pays-Bas (Single Top 100)     | 74                 |
| Pays-Bas (Nederlandse Top 40) | 37                 |

## Historique de sortie
| Pays     | Date           | Format                   | Label                              |
| -------- | -------------- | ------------------------ | ---------------------------------- |
| Pays-Bas | 6 juillet 2011 | Téléchargement numérique | Wall Recordings / Spinnin’ Records |